# Erylus
Erylus är ett släkte av svampdjur. Erylus ingår i familjen Geodiidae.

## Dottertaxa tillErylus, i alfabetisk ordning[1]
- Erylus aleuticus
- Erylus amissus
- Erylus amorphus
- Erylus amphiastera
- Erylus aspidodiscus
- Erylus bahamensis
- Erylus burtoni
- Erylus caliculatus
- Erylus cantabricus
- Erylus carteri
- Erylus circus
- Erylus citrus
- Erylus corneus
- Erylus cornutus
- Erylus corsicus
- Erylus cylindriger
- Erylus decumbens
- Erylus deficiens
- Erylus diminutus
- Erylus discastera
- Erylus discophorus
- Erylus euastrum
- Erylus expletus
- Erylus fibrillosus
- Erylus formosus
- Erylus fromontae
- Erylus geodioides
- Erylus gilchristi
- Erylus globulifer
- Erylus goffrileri
- Erylus granularis
- Erylus inaequalis
- Erylus incrustans
- Erylus koreanus
- Erylus latens
- Erylus lendenfeldi
- Erylus mamillaris
- Erylus ministrongylus
- Erylus monticularis
- Erylus niger
- Erylus nobilis
- Erylus nummulifer
- Erylus oblongus
- Erylus oxyaster
- Erylus papillatus
- Erylus papulifer
- Erylus philippinens
- Erylus placenta
- Erylus polyaster
- Erylus proximus
- Erylus rotundus
- Erylus soesti
- Erylus sollasi
- Erylus topsenti
- Erylus toxiformis
- Erylus transiens
- Erylus trisphaerus